# Pseudognaphalium macounii
Pseudognaphalium macounii là một loài thực vật có hoa trong họ Cúc. Loài này được (Greene) Kartesz miêu tả khoa học đầu tiên năm 1999.